# Мюллер, Бенни
Бернардюс (Бенни) Мюллер (нидерл. Bernardus "Bennie" Muller; 14 августа 1938, Амстердам — 17 января 2024) — нидерландский футболист, полузащитник.
Мюллер начал профессиональную карьеру в амстердамском «Аяксе». В возрасте 18 лет дебютировал в основном составе «Аякса», а в скором времени стал одним из ведущих игроков клуба. Выступал за команду на протяжении тринадцати сезонов, сыграв за это время 426 матчей и забив 36 мячей. Пятикратный чемпион Нидерландов и трёхкратный победитель кубка страны, финалист Кубка европейских чемпионов 1969 года. Входит в десятку игроков по числу матчей в истории «Аякса». На клубном уровне выступал также за «Холланд Спорт» и «Блау-Вит».
В составе сборной Нидерландов выступал с 1960 по 1968 год. Дебютировал в сборной 3 апреля 1960 года в товарищеском матче со сборной Болгарии, а свой первый гол забил 24 мая 1964 года в ворота сборной Албании. Всего за сборную сыграл 43 матча и забил 2 гола, в 6 встречах был капитаном команды.
Отец футболиста Данни Мюллера.

## Ранние годы
Бернардюс родился и вырос в еврейском квартале Амстердама. Отец — Бернардюс Мюллер, был рабочим на заводе. Мать — Катье Слёйтер, родилась в еврейской семье Леви Слёйтера, продавца фруктов, и его жены Лентье Клейнкрамер. Родители поженились в мае 1931 года, на тот момент 17-летняя Катье была беременна, в августе у них родился первенец — сын Йохан Якоб, а через два года дочь по имени Хелена Элизабет. Позднее, после рождения Бернардюса, в семье появилось ещё двое детей: дочь Кристина Луиза и сын Виллем.
С 1938 года семья Мюллера жила на Рапенбюргерстрат 69, а с августа 1943 года на Рапенбюргерстрат 83, где они пробыли до 1950 года. Во время Второй мировой войны семья жила посреди еврейского квартала. В отличие от отца, его мать была еврейкой, поэтому во время депортации евреев её отправили в концентрационный лагерь Вестерборк, но спустя несколько месяцев она была освобождена благодаря своему супругу. Бабушка и дедушка по линии матери были убиты в Собиборе в мае 1943 года.

«Я видел как всех увозили, это было ужасно. Однажды в дверях появились двое и нидерландец из СД. Они пришли только за моей матерью, потому что отец не был евреем. Мои братья и сёстры кричали и плакали, была большая паника, но её просто увезли. В этом ужасе эти парни забыли наших пожилых соседей, большую еврейскую семью из одиннадцати человек. Они также пережили войну. К счастью, мой отец смог освободить мать из Вестерборка через три с половиной месяца, доказав, что она не еврейка. Как на маленького мальчика, это оказало на меня невероятное влияние. Во время голодной зимы мне было шесть лет. Я часто ходил по пустынному району. И видел столько неприятностей…».— Бенни Мюллер
В возрасте девяти лет стал играть за футбольную команду ТДВ из Дёйвендрехта. В дебютной игре сыграл на позиции левого нападающего и отметился голом, но в итоге его команда проиграла со счётом 4:1. В той встрече вместе с ним играл Шак Сварт, но после одного сыгранного матча он покинул команду и перешёл в ОВВО, а Мюллер продолжал выступать за ТДВ ещё в течение трех лет. Однажды его заметили за игрой в футбол рядом со зданием городского управления уборки и пригласили на тестовый матч «Аякса». Бенни воспринял это без энтузиазма, но его старший брат заверил, что он может стать отличным футболистом. Тестовый матч должен был длиться всего десять минут, но уже после пяти минут Мюллера увели с поля и сообщили, что он принят в «Аякс».

## Личная жизнь
Женился в возрасте двадцати трёх лет — его супругой стала 19-летняя Петронелла (Петра) дю Понт. Их брак был зарегистрирован 27 сентября 1961 года в Амстердаме. На свадебной прецессии присутствовали многие игроки «Аякса», в том числе Шак Сварт, Гер ван Маурик, Хенк Грот, Доналд Фелдманн и Ко Принс.
В 1965 году в семье Мюллера родилась дочь Петра Гетрёйда, а в августе 1969 года сын по имени Даниэл, который также стал профессиональным футболистом. По профессии Бенни был огранщиком алмазов, как и его дед по линии отца. Позднее он владел сигарным магазином возле Центрального вокзала.

## Достижения
«Аякс»
- Чемпион Нидерландов (5): 1959/60, 1965/66, 1966/67, 1967/68, 1969/70
- Обладатель Кубка Нидерландов (3): 1960/61, 1966/67, 1969/70
- Финалист Кубка европейских чемпионов: 1969

## Статистика выступлений

### Клубная карьера
| Клуб             | Сезон            | Чемпионат Нидерландов | Чемпионат Нидерландов | Кубок Нидерландов | Кубок Нидерландов | Европейские кубки | Европейские кубки | Прочие | Прочие | Итого | Итого |
| Клуб             | Сезон            | Игры                  | Голы                  | Игры              | Голы              | Игры              | Голы              | Игры   | Голы   | Игры  | Голы  |
| ---------------- | ---------------- | --------------------- | --------------------- | ----------------- | ----------------- | ----------------- | ----------------- | ------ | ------ | ----- | ----- |
| Аякс             | 1957/58          | 11                    | 0                     |                   |                   | 0                 | 0                 |        |        | 11    | 0     |
| Аякс             | 1958/59          | 29                    | 2                     | 4                 | 0                 |                   |                   |        |        | 33    | 2     |
| Аякс             | 1959/60          | 32                    | 3                     |                   |                   |                   |                   | 4      | 0      | 36    | 3     |
| Аякс             | 1960/61          | 33                    | 3                     | 8                 | 1                 | 7                 | 1                 |        |        | 48    | 5     |
| Аякс             | 1961/62          | 31                    | 2                     | 2                 | 0                 | 11                | 1                 |        |        | 44    | 3     |
| Аякс             | 1962/63          | 29                    | 3                     | 2                 | 0                 | 2                 | 0                 |        |        | 33    | 3     |
| Аякс             | 1963/64          | 17                    | 2                     | 3                 | 1                 |                   |                   |        |        | 20    | 3     |
| Аякс             | 1964/65          | 26                    | 2                     | 1                 | 0                 |                   |                   |        |        | 27    | 2     |
| Аякс             | 1965/66          | 30                    | 2                     | 4                 | 0                 |                   |                   |        |        | 34    | 2     |
| Аякс             | 1966/67          | 34                    | 7                     | 5                 | 0                 | 6                 | 1                 |        |        | 45    | 8     |
| Аякс             | 1967/68          | 33                    | 3                     | 5                 | 0                 | 2                 | 0                 |        |        | 40    | 3     |
| Аякс             | 1968/69          | 24                    | 1                     | 1                 | 0                 | 13                | 1                 |        |        | 38    | 2     |
| Аякс             | 1969/70          | 12                    | 0                     | 1                 | 0                 | 4                 | 0                 |        |        | 17    | 0     |
| Аякс             | Итого            | 341                   | 30                    | 36                | 2                 | 45                | 4                 | 4      | 0      | 426   | 36    |
| Холланд Спорт    | 1970/71          | 24                    | 0                     | 2                 | 0                 |                   |                   |        |        | 26    | 0     |
| Холланд Спорт    | Итого            | 24                    | 0                     | 2                 | 0                 |                   |                   |        |        | 26    | 0     |
| Блау-Вит         | 1971/72          | 22                    | 1                     | 1                 | 0                 |                   |                   |        |        | 23    | 1     |
| Блау-Вит         | Итого            | 22                    | 1                     | 1                 | 0                 |                   |                   |        |        | 23    | 1     |
| Всего за карьеру | Всего за карьеру | 387                   | 31                    | 39                | 2                 | 45                | 4                 | 4      | 0      | 475   | 37    |

### Выступления за сборную
| Сборная          | Год              | Отборочные матчи ЧМ | Отборочные матчи ЧМ | Отборочные матчи ЧЕ | Отборочные матчи ЧЕ | Товарищеские матчи | Товарищеские матчи | Итого | Итого |
| Сборная          | Год              | Игры                | Голы                | Игры                | Голы                | Игры               | Голы               | Игры  | Голы  |
| ---------------- | ---------------- | ------------------- | ------------------- | ------------------- | ------------------- | ------------------ | ------------------ | ----- | ----- |
| Нидерланды       | 1960             |                     |                     |                     |                     | 5                  | 0                  | 5     | 0     |
| Нидерланды       | 1961             | 3                   | 0                   |                     |                     | 3                  | 0                  | 6     | 0     |
| Нидерланды       | 1962             |                     |                     | 1                   | 0                   | 5                  | 0                  | 6     | 0     |
| Нидерланды       | 1963             |                     |                     |                     |                     | 2                  | 0                  | 2     | 0     |
| Нидерланды       | 1964             | 1                   | 1                   |                     |                     | 5                  | 0                  | 6     | 1     |
| Нидерланды       | 1965             | 2                   | 0                   |                     |                     | 1                  | 0                  | 3     | 0     |
| Нидерланды       | 1966             |                     |                     | 2                   | 0                   | 5                  | 1                  | 7     | 1     |
| Нидерланды       | 1967             |                     |                     | 3                   | 0                   | 2                  | 0                  | 5     | 0     |
| Нидерланды       | 1968             | 1                   | 0                   |                     |                     | 2                  | 0                  | 3     | 0     |
| Всего за карьеру | Всего за карьеру | 7                   | 1                   | 6                   | 0                   | 30                 | 1                  | 43    | 2     |

### Матчи Мюллера за сборную Нидерландов
| Матчи Мюллера за сборную Нидерландов | Матчи Мюллера за сборную Нидерландов | Матчи Мюллера за сборную Нидерландов | Матчи Мюллера за сборную Нидерландов | Матчи Мюллера за сборную Нидерландов | Матчи Мюллера за сборную Нидерландов |
| ------------------------------------ | ------------------------------------ | ------------------------------------ | ------------------------------------ | ------------------------------------ | ------------------------------------ |
| №                                    | Дата                                 | Соперник                             | Счёт                                 | Голы Мюллера                         | Соревнование                         |
| 1                                    | 3 апреля 1960                        | Болгария                             | 4:2                                  | —                                    | Товарищеский матч                    |
| 2                                    | 24 апреля 1960                       | Бельгия                              | 1:2                                  | —                                    | Товарищеский матч                    |
| 3                                    | 18 мая 1960                          | Швейцария                            | 1:3                                  | —                                    | Товарищеский матч                    |
| 4                                    | 3 июля 1960                          | Суринам                              | 4:3                                  | —                                    | Товарищеский матч                    |
| 5                                    | 2 октября 1960                       | Бельгия                              | 4:1                                  | —                                    | Товарищеский матч                    |
| 6                                    | 22 марта 1961                        | Бельгия                              | 6:2                                  | —                                    | Товарищеский матч                    |
| 7                                    | 19 апреля 1961                       | Мексика                              | 1:2                                  | —                                    | Товарищеский матч                    |
| 8                                    | 30 апреля 1961                       | Венгрия                              | 0:3                                  | —                                    | Чемпионат мира 1962 (отбор)          |
| 9                                    | 14 мая 1961                          | ГДР                                  | 1:1                                  | —                                    | Чемпионат мира 1962 (отбор)          |
| 10                                   | 22 октября 1961                      | Венгрия                              | 3:3                                  | —                                    | Чемпионат мира 1962 (отбор)          |
| 11                                   | 12 ноября 1961                       | Бельгия                              | 0:4                                  | —                                    | Товарищеский матч                    |
| 12                                   | 1 апреля 1962                        | Бельгия                              | 1:3                                  | —                                    | Товарищеский матч                    |
| 13                                   | 9 мая 1962                           | Северная Ирландия                    | 4:0                                  | —                                    | Товарищеский матч                    |
| 14                                   | 16 мая 1962                          | Норвегия                             | 1:2                                  | —                                    | Товарищеский матч                    |
| 15                                   | 26 сентября 1962                     | Дания                                | 1:4                                  | —                                    | Товарищеский матч                    |
| 16                                   | 14 октября 1962                      | Бельгия                              | 0:2                                  | —                                    | Товарищеский матч                    |
| 17                                   | 11 ноября 1962                       | Швейцария                            | 3:1                                  | —                                    | Чемпионат Европы 1964 (отбор)        |
| 18                                   | 3 марта 1963                         | Бельгия                              | 0:1                                  | —                                    | Товарищеский матч                    |
| 19                                   | 2 мая 1963                           | Бразилия                             | 1:0                                  | —                                    | Товарищеский матч                    |
| 20                                   | 22 марта 1964                        | Бельгия                              | 0:0                                  | —                                    | Товарищеский матч                    |
| 21                                   | 12 апреля 1964                       | Австрия                              | 1:1                                  | —                                    | Товарищеский матч                    |
| 22                                   | 29 апреля 1964                       | Швеция                               | 0:1                                  | —                                    | Товарищеский матч                    |
| 23                                   | 24 мая 1964                          | Албания                              | 2:0                                  | 1                                    | Чемпионат мира 1966 (отбор)          |
| 24                                   | 30 сентября 1964                     | Бельгия                              | 0:1                                  | —                                    | Товарищеский матч                    |
| 25                                   | 9 декабря 1964                       | Англия                               | 1:1                                  | —                                    | Товарищеский матч                    |
| 26                                   | 26 января 1965                       | Израиль                              | 1:0                                  | —                                    | Товарищеский матч                    |
| 27                                   | 17 марта 1965                        | Северная Ирландия                    | 1:2                                  | —                                    | Чемпионат мира 1966 (отбор)          |
| 28                                   | 17 октября 1965                      | Швейцария                            | 0:0                                  | —                                    | Чемпионат мира 1966 (отбор)          |
| 29                                   | 23 марта 1966                        | ФРГ                                  | 2:4                                  | —                                    | Товарищеский матч                    |
| 30                                   | 17 апреля 1966                       | Бельгия                              | 3:1                                  | 1                                    | Товарищеский матч                    |
| 31                                   | 11 мая 1966                          | Шотландия                            | 3:0                                  | —                                    | Товарищеский матч                    |
| 32                                   | 7 сентября 1966                      | Венгрия                              | 2:2                                  | —                                    | Чемпионат Европы 1968 (отбор)        |
| 33                                   | 18 сентября 1966                     | Австрия                              | 1:2                                  | —                                    | Товарищеский матч                    |
| 34                                   | 6 ноября 1966                        | Чехословакия                         | 1:2                                  | —                                    | Товарищеский матч                    |
| 35                                   | 30 ноября 1966                       | Дания                                | 2:0                                  | —                                    | Чемпионат Европы 1968 (отбор)        |
| 36                                   | 16 апреля 1967                       | Бельгия                              | 0:1                                  | —                                    | Товарищеский матч                    |
| 37                                   | 10 мая 1967                          | Венгрия                              | 1:2                                  | —                                    | Чемпионат Европы 1968 (отбор)        |
| 38                                   | 13 сентября 1967                     | ГДР                                  | 1:0                                  | —                                    | Чемпионат Европы 1968 (отбор)        |
| 39                                   | 4 октября 1967                       | Дания                                | 2:3                                  | —                                    | Чемпионат Европы 1968 (отбор)        |
| 40                                   | 1 ноября 1967                        | Югославия                            | 1:2                                  | —                                    | Товарищеский матч                    |
| 41                                   | 7 апреля 1968                        | Бельгия                              | 1:2                                  | —                                    | Товарищеский матч                    |
| 42                                   | 1 мая 1968                           | Польша                               | 0:0                                  | —                                    | Товарищеский матч                    |
| 43                                   | 27 октября 1968                      | Болгария                             | 0:2                                  | —                                    | Чемпионат мира 1970 (отбор)          |

Итого: 43 матча / 2 гола; 13 побед, 8 ничьих, 22 поражения.